# Rough & Company
Rough & Company war ein britischer Hersteller von Fahrrädern und Automobilen.

## Unternehmensgeschichte
Das Unternehmen aus Hereford stellte Fahrräder her. 1899 begann unter Leitung von Herrn Rough die Produktion von Automobilen. Der Markenname lautete Royal Hereford. 1900 endete die Automobilproduktion. Insgesamt entstanden nur wenige Exemplare.

## Automobile
Das einzige Modell war ein kleiner Zweisitzer. Ein Zweizylindermotor mit 2 PS Leistung trieb die Hinterachse an. Der Auspuff war so konstruiert, dass er im Winter die Füße von Fahrer und Beifahrer wärmte. Bemerkenswert sind die Vollgummireifen. Ein Fahrzeug war für eine 1000-Meilen-Fahrt angemeldet, nahm jedoch letztlich nicht an der Fahrt teil.